# Сивкова (Тюменская область)
Сивкова — деревня в Вагайском районе Тюменской области, входит в состав сельского поселения Зареченское.

## География
В 600 метрах от деревни протекает река Вагай. До центра поселения — посёлка Заречный — около 8 километров по шоссе. Автобусное сообщение с центром района.

## Население
| 2010 |
| ---- |
| 2    |